# Carl Fredric Nyman
Carl Fredric Nyman, född 14 augusti 1820 i Stockholm, död där 26 april 1893, var en svensk botaniker.
Nyman var från 1850-talet till 1889 konservator vid Naturhistoriska riksmuseets botaniska avdelning. Han företog 1844 en botanisk resa till Malta, Sicilien, Neapel med mera och vistades 1853 i Österrike för studier. Mycket anlitade och efterfrågade arbeten av honom var Utkast till svenska växternas naturhistoria eller Sveriges fanerogamer (del 1, 1867, del 2, 1868), Sylloge floræ europææ (1854–1855; supplement 1865) och framför allt det stort anlagda Conspectus floræ europææ (1878–1882; andra upplagan 1883–1890).
Auktorsnamnet Nyman kan användas för Carl Fredric Nyman i samband med ett vetenskapligt namn inom botaniken; se Wikipediaartiklar som länkar till auktorsnamnet.